# Gerichtsbezirk Wiener Neustadt
Der Gerichtsbezirk Wiener Neustadt ist einer von 24 Gerichtsbezirken in Niederösterreich und umfasst die Statutarstadt Wiener Neustadt sowie den Bezirk Wiener Neustadt. Der übergeordnete Gerichtshof ist das Landesgericht Wiener Neustadt.

## Gemeinden
Einwohner: Stand 1. Jänner 2024

### Statutarstadt
- Wiener Neustadt (48.517)

### Städte
- Ebenfurth (3.134)
- Kirchschlag in der Buckligen Welt (2.776)

### Marktgemeinden
- Bad Erlach (3.259)
- Bad Fischau-Brunn (3.525)
- Bromberg (1.158)
- Felixdorf (4.577)
- Gutenstein (1.268)
- Hochneukirchen-Gschaidt (1.646)
- Lanzenkirchen (4.387)
- Lichtenwörth (2.962)
- Markt Piesting (3.139)
- Schwarzenbach (949)
- Wiesmath (1.541)
- Winzendorf-Muthmannsdorf (1.869)
- Wöllersdorf-Steinabrückl (5.006)

### Gemeinden
- Bad Schönau (753)
- Eggendorf (5.046)
- Hochwolkersdorf (1.646)
- Hohe Wand (1.476)
- Hollenthon (1.002)
- Katzelsdorf (3.196)
- Krumbach (2.390)
- Lichtenegg (1.054)
- Matzendorf-Hölles (2.137)
- Miesenbach (647)
- Muggendorf (506)
- Pernitz (2.523)
- Rohr im Gebirge (421)
- Sollenau (5.455)
- Theresienfeld (4.218)
- Waidmannsfeld (1.483)
- Waldegg (2.008)
- Walpersbach (1.235)
- Weikersdorf am Steinfelde (1.112)
- Zillingdorf (2.120)

## Geschichte
1854 wurde der Gerichtsbezirk Krumbach aufgelassen, 1962 der Gerichtsbezirk Gutenstein und 1992 der Gerichtsbezirk Kirchschlag in der Buckligen Welt (Gemeinden Bad Schönau, Hochneukirchen-Gschaidt, Hollenthon, Kirchschlag in der Buckligen Welt, Krumbach und Lichtenegg). Die Gemeinden wurden jeweils dem Gerichtsbezirk Wiener Neustadt zugeschlagen.